# Boston, Concord and Montreal Railroad
Die Boston, Concord and Montreal Railroad ist eine ehemalige Eisenbahngesellschaft in New Hampshire und Vermont (Vereinigte Staaten). Sie wurde am 27. Dezember 1844 gegründet und verlängerte die damals bereits bestehende normalspurige Hauptstrecke Boston–Concord nach Norden bis Wells River (Vermont) am Connecticut River. Von 1848 bis 1853 wurde die Bahnstrecke abschnittweise eröffnet.
Am 1. Februar 1859 leaste die BCM die White Mountains Railroad, die von Woodsville aus eine Strecke in nördlicher Richtung gebaut hatte. Die endgültige Fusion erfolgte 1873. Die Whitefield and Jefferson Railroad baute Bahnstrecken von Whitefield aus nach Jefferson und Berlin. Die Betriebsführung oblag jedoch der Boston, Concord&Montreal, die die Gesellschaft später auch pachtete. Am 1. Februar 1882 leaste die BCM schließlich die Pemigewasset Valley Railroad, die eine in Plymouth von der Hauptstrecke abzweigende Bahn nach Lincoln betrieb.
Die BCM wurde am 1. Juni 1884 ihrerseits durch die Boston and Lowell Railroad für 99 Jahre geleast. Der Vertrag wurde am 19. September 1889 aufgelöst, als die BCM mit der Concord Railroad zur Concord and Montreal Railroad fusionierte. 1895 übernahm jedoch die Boston and Maine Railroad das gesamte Netz. Heute sind nur noch die Abschnitte Concord–Lincoln, benutzt durch die Pan Am Railways, und Littleton–Waumbec Junction, in Besitz der New Hampshire and Vermont Railroad, in Betrieb. Alle übrigen Strecken der ehemaligen BCM sind stillgelegt. Zwischen Tilton und Lincoln führen die Winnipesaukee Scenic Railroad und die Hobo Railroad touristische Fahrten durch.

## Strecken
Die folgenden Strecken wurden zum Zeitpunkt der Fusion mit der Concord Railroad durch die Boston, Concord&Montreal betrieben:
- Bahnstrecke Concord–Wells River (151 km)
- Bahnstrecke Belmont Junction–Belmont (7 km)
- Bahnstrecke Plymouth–Lincoln (35 km)
- Bahnstrecke Woodsville–Groveton (85 km)
- Bahnstrecke Wing Road–Mount Washington (32 km)
- Bahnstrecke Whitefield Junction–Berlin (47 km)
- Bahnstrecke Cherry Mountain–Jefferson (6 km)